# Maria Eichhorn
Maria Eichhorn   (Bamberg, 19 de novembre de 1962) és una artista alemanya establerta a Berlín. És principalment coneguda per les seves obres i instal·lacions artístiques que investiguen els sistemes econòmics i polítics, sovint revelant la seva absurditat intrínseca o el punt fina al qual es normalitzen els seus codis i xarxes complexos. Representarà Alemanya en la Biennal de Venècia de 2022.

## Biografia
Maria Eichhorn va néixer l'any 1962 a Bamberg, Alemanya. De 1983 a 1990, va viure a Berlín i va estudiar al Hochschule der Kunste (Universitat de les Arts de Berlín) a la classe de Karl Horst Hödicke. Des de finals dels anys 80, la seva feina ha explorat la relació entre allò simbòlic i allò real, entre la pràctica artística i les accions directes dirigides cap a canvis positius en la vida personal, les relacions socials i els entorns humans i naturals. Ha exposat des de llavors, en llocs com Amsterdam, Berlín, Berna, Barcelona, Varsòvia, Zúric i Tòquio. Ha estat professora a l'Escola d'Art i Disseny de Zurich d'ençà de 2003.

## Pràctica artística
La pràctica artística de Maria Eichhorn desafia la categorització més simple. La seva obra ha englobat una varietat de gèneres i mitjans molt gran, des de textos de paret a llibres d'artista, d'obres d'escenari a entrevistes, de simposis molt variats a la cartellera pública, tant amb pel·lícula i vídeos, així com també s'ha dedicat a la recerca institucional i d'origen. Obres com "Money at Kunsthalle Bern" (2000) i "5 setmanes, 25 dies, 175 hores" (2016) exploren els sistemes d'exposició de les galeries i les estructures que fan que un espai d'exposició funcioni, des de les infraestructures fins a les vides laborables del personal de galeria. Els projectes ambiciosos a gran escala d'Eichhorn sovint tenen a veure amb la mecànica de processos legals, socials i financers, fent intervencions permanents que evolucionen en el temps.

## Publicacions seleccionades
- The Artist’s Contract. Interviews with Carl Andre, Daniel Buren, Paula Cooper, Hans Haacke, Jenny Holzer, Adrian Piper, Robert Projansky, Robert Ryman, Seth Siegelaub, John Weber, Lawrence Weiner, Jackie Winsor,  ed. Gerti Fietzek, Colònia: Verlag der Buchhandlung Walther König, 2009.
- Restitutionspolitik / Politics of Restitution, Múnic: Städtische Galerie im Lenbachhaus; Colònia: Verlag der Buchhandlung Walther König, 2004.
- Abbildungen, Interviews, Texte, 1989–96, hg. ed. Kunstraum München, Múnic: Silke Schreiber, 1996.
- 34 Abbildungen und 35 Anmerkungen, Berlín: Edition Kunst und Literatur, 1990.